# Ada Thijsse

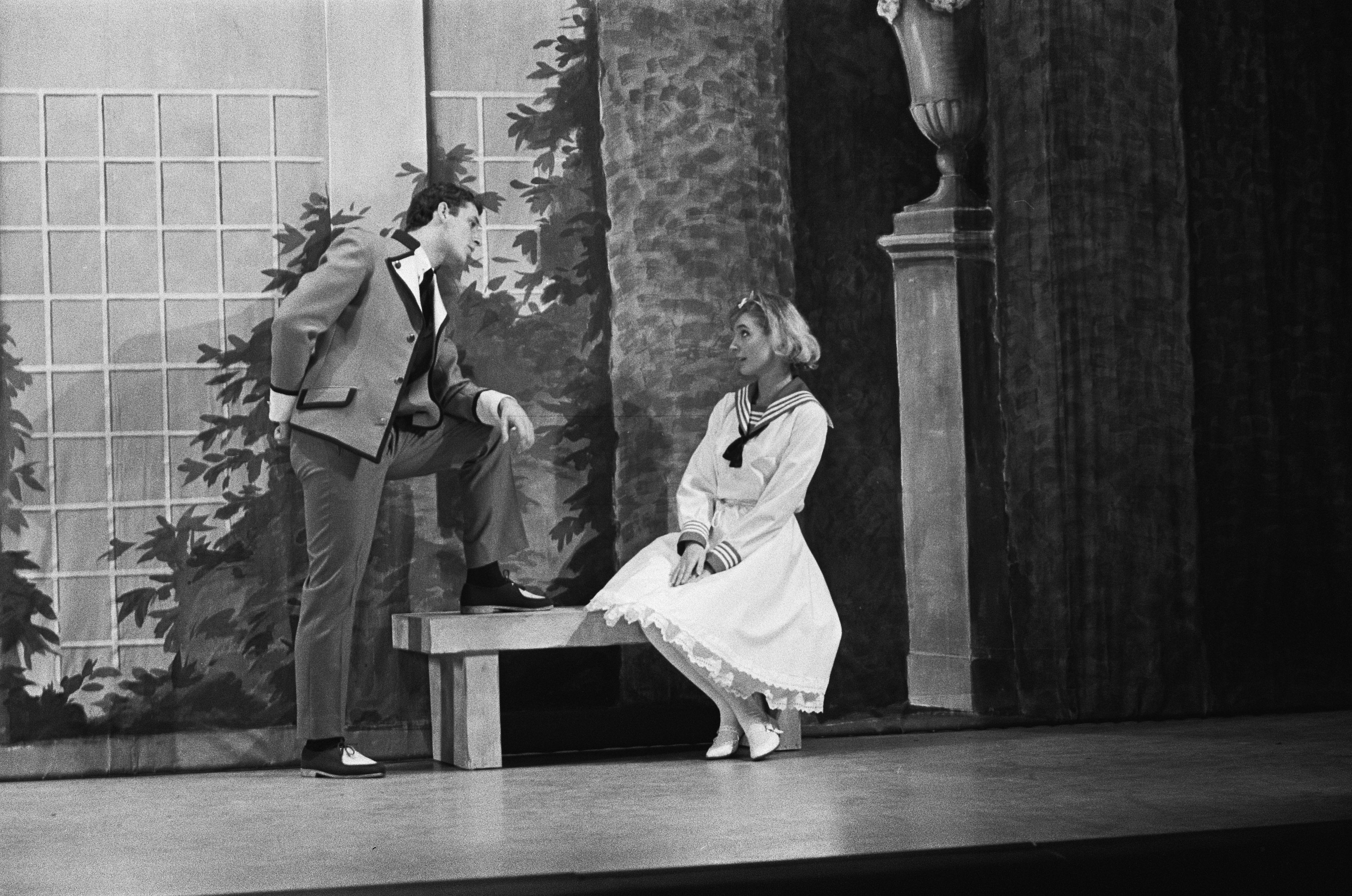
The Sound of Music met Ada Thijsse (1964)

Alida Maria (Ada) Thijsse (Delft, 11 mei 1939) is een Nederlands actrice in ruste.
Ze was dochter van Marie Gerarda Ruisch en Elias Thijsse. In 1962 trouwde ze met Hendrik Cornelis )Hens) Kolff (1934-2015).
Haar ouders zagen een dergelijke loopbaan niet zitten en wilden daarom geen geld verspillen aan een toneelopleiding. Wel zong Thijsse in een kinderkoor en was amateur in het gezelschap De Flits in Delft. Nadat ze haar Mulo-diploma had, kon ze zonder vooropleiding op negentienjarige leeftijd aansluiten bij het (jongeren)toneelgezelschap Puck. Na drie jaar werd ze freelance in Den Haag en omgeving; ze werd gevraagd zich aan te sluiten bij Toneelgroep Masker.
Haar doorbraak kwam in de vroege jaren zestig toen René Sleeswijk sr. haar wilde voor de rol van Liesel voor de musicalversie van The Sound of Music met Johan Heesters en Mieke Bos. De doorbraak was van korte duur; eind jaren zestig verdween ze na wat televisiewerk (bijvoorbeeld met John Lanting in Mensen van eergisteren) weer uit beeld, vermoedelijk vanwege de opvoeding van twee dochters. Haar laatste melding op Delpher behelst een optreden voor de televisie met opnieuw Mieke Bos, Marco Bakker, Luc Lutz en Rob van Houten (programma Dag Mieke; 1967).